# Gordon Thomas (tävlingscyklist)
Gordon W. "Tiny" Thomas, född 18 augusti 1921 i Shipley, död 10 april 2013 i Peterborough, var en brittisk tävlingscyklist.
Thomas blev olympisk silvermedaljör i laglinjeloppet vid sommarspelen 1948 i London.